# Vic Seixas
Victor Elias Seixas Jr., dit Vic Seixas, né le 30 août 1923 à Philadelphie (Pennsylvanie) et mort le 5 juillet 2024 à Mill Valley (Californie), est un joueur de tennis américain.
Il remporte 15 titres du Grand Chelem, dont 2 titres en simple : Wimbledon en 1953 et l'US Open en 1954.

## Carrière
Issu d'une famille de la classe moyenne d'ascendance portugaise, Vic Seixas pratique de nombreux sports dans sa jeunesse dont le basketball, le squash et le baseball. C'est à l'âge de six ans qu'il commence à pratiquer le tennis sous l'impulsion de son père, propriétaire d'une maison de commerce. Repéré par la Fédération américaine après sa victoire au championnat national scolaire, il intègre en 1941 l'université de Caroline du Nord à Chapel Hill. Espoir du tennis américain, il passe ensuite vingt-deux mois dans l'armée comme pilote et reprend ses études en 1946. Prolifique dans les épreuves de second ordre, il peine néanmoins à s'imposer dans les tournois les plus prestigieux, tombant régulièrement en finale. La première notable a lieu aux championnats internationaux des États-Unis où Frank Sedgman l'expédie en 50 minutes.
Son premier coup d'éclat sur la scène internationale intervient à Roland-Garros en 1950, où après avoir dominé Ken McGregor, il s'incline en quart de finale face à Jaroslav Drobný à l'issue d'un match de haute lutte de près de 3 heures (7-5, 17-15, 5-7, 6-4). Adepte des surfaces rapides, c'est naturellement à Wimbledon qu'il s'illustre particulièrement, atteignant cette année-là les demi-finales dès sa première participation.
Après deux ans d'absence, il se fait remarquer aux Internationaux de France 1953 en écartant le double tenant du titre Drobný pour se qualifier pour la finale où le jeune Ken Rosewall, récent champion d'Australie, le bat sans difficulté (6-3, 6-4, 1-6, 6-2). Désigné tête de série n°2 du tournoi londonien, il écarte difficilement Lew Hoad en quart de finale (9-7 au 5e set), puis à nouveau en cinq manches Mervyn Rose avant de dominer la surprise danoise Kurt Nielsen en finale (9-7, 6-3, 6-4). Finaliste l'année précédente, il décroche en 1954 le titre au Championnat des États-Unis aux dépens de Rex Hartwig. Il obtient la consécration cette année-là en étant sacré à la fois en double avec son fidèle équipier Tony Trabert, ainsi qu'en double mixte aux côtés de Doris Hart, le duo signant alors une sixième victoire consécutive en Grand Chelem dans la spécialité.
En 1954, il remporte la Coupe Davis avec l'équipe des États-Unis après avoir participé aux trois finales perdues consécutivement face à l'Australie. Associé à Tony Trabert, ils obtiennent une victoire aisée à l'issue du double sur Lew Hoad et Ken Rosewall (6-2, 4-6, 6-2, 10-8). L'année suivante, ces mêmes joueurs obtiendront une revanche éclatante à Forest Hills. Il dispute également les deux autres finales contre l'Australie où les américains sont à chaque fois largement dominés. Aligné à 55 reprises dans la compétition (38 victoires et 17 défaites), ce record ne sera battu que par John McEnroe dans les années 1980.
Surpris par l'Italien Giuseppe Merlo en quart de finale à Roland-Garros en 1955, il réalise en 1956 sa dernière performance notable en grand championnat en parvenant en demi-finale à Wimbledon, s'inclinant de peu contre Rosewall à l'issue d'un match de haute volée (6-3, 3-6, 6-8, 6-3, 7-5).
Très offensif, son jeu porté vers le filet se base principalement sur un très bon service et un coup droit puissant. Joueur athlétique et très endurant, il a connu une grande longévité, détenant le record du nombre de participations à l'US Nationals (28) de 1940 à 1969. Actif sur le circuit international jusqu'en 1957, il a continué à disputer des compétitions aux États-Unis jusqu'au début des années 1970. Par la suite, Vic Seixas a été arbitre du tournoi de l'US Open 1971 puis a enseigné le tennis dans de prestigieux clubs à La Nouvelle-Orléans et au Greenbrier en Virginie-Occidentale. Il meurt en 2024, il était alors le plus ancien vainqueur de Grand Chelem encore en vie.
Vic Seixas est membre de l'International Tennis Hall of Fame depuis 1971.

## Palmarès (partiel)

### Titres en simple messieurs
| No | Date       | Nom et lieu du tournoi                    | Catégorie | Surface      | Finaliste     | Score                   |          |
| -- | ---------- | ----------------------------------------- | --------- | ------------ | ------------- | ----------------------- | -------- |
| 1  | 15-11-1951 | New South Wales Championships, Sydney     |           | Gazon (ext.) | Mervyn Rose   | 4-6, 9-7, 4-6, 7-5, 6-3 |          |
| 2  | 12-09-1952 | Pacific Southwest Tournament, Los Angeles |           | Dur (ext.)   | Frank Sedgman | 6-4, 6-4, 6-4           |          |
| 3  | 27-11-1952 | Victorian Championships, Melbourne        |           | Gazon (ext.) | Frank Sedgman | 8-6, 3-6, 6-3, 6-4      |          |
| 4  | 93-06-1953 | Trofeo Conde de Godo, Barcelone           |           | Terre (ext.) | Enrique Morea | 6-3, 6-4, 22-20         |          |
| 5  | 22-06-1953 | The Championships, Wimbledon              | G. Chelem | Gazon (ext.) | Kurt Nielsen  | 9-7, 6-3, 6-4           | Parcours |
| 6  | 28-08-1954 | US National Championships, Forest Hills   | G. Chelem | Gazon (ext.) | Rex Hartwig   | 3-6, 6-2, 6-4, 6-4      | Parcours |
| 7  | 13-09-1954 | Pacific Southwest Tournament, Los Angeles |           | Dur (ext.)   | Tony Trabert  | 7-5, 6-3, 6-4           |          |
| 8  | 12-09-1957 | Pacific Southwest Tournament, Los Angeles |           | Dur (ext.)   | Gilbert Shea  | 9-7, 6-3, 6-4           |          |

### Finales en simple messieurs
| No | Date       | Nom et lieu du tournoi                    | Catégorie | Surface      | Vainqueur     | Score                    |          |
| -- | ---------- | ----------------------------------------- | --------- | ------------ | ------------- | ------------------------ | -------- |
| 1  | 1951       | US National Championships, Forest Hills   | G. Chelem | Gazon (ext.) | Frank Sedgman | 6-4, 6-1, 6-1            | Parcours |
| 2  | 25-08-1951 | Pacific Coast Championship, Berkeley      |           | Dur (ext.)   | Ted Schroeder | 6-4, 6-4, 6-2            |          |
| 3  | 20-01-1952 | South Australian Championship, Adélaïde   |           | Gazon (ext.) | Mervyn Rose   | 6-4, 3-6, 6-4, 2-6, 11-9 |          |
| 4  | 20-05-1953 | Internationaux de France, Paris           | G. Chelem | Terre (ext.) | Ken Rosewall  | 6-3, 1-6, 6-3, 1-6, 6-4  |          |
| 5  | 14-09-1953 | Pacific Southwest Tournament, Los Angeles |           | Dur (ext.)   | Ken Rosewall  | 9-7, 6-3, 6-4            |          |
| 6  | 29-08-1953 | US National Championships, Forest Hills   | G. Chelem | Gazon (ext.) | Tony Trabert  | 6-3, 6-2, 6-3            | Parcours |
| 7  | 21-09-1953 | Pacific Coast Championship, Berkeley      |           | Dur (ext.)   | Tony Trabert  | 7-5, 6-3, 6-2            |          |
| 8  | 11-05-1954 | Trofeo Conde de Godo, Barcelone           |           | Terre (ext.) | Tony Trabert  | 6-0, 6-1, 6-3            |          |
| 9  | 26-09-1954 | Pacific Coast Championship, Berkeley      |           | Dur (ext.)   | Tony Trabert  | 6-3, 6-4, 6-3            |          |
| 10 | 24-11-1954 | Victorian Championships, Melbourne        |           | Gazon (ext.) | Ken Rosewall  | 6-1, 4-6, 6-1, 7-5       |          |
| 11 | 18-04-1955 | River Oaks Tournament, Houston            |           | Terre (ext.) | Tony Trabert  | 6-0, 6-1, 6-4            |          |
| 12 | 02-10-1955 | Pacific Coast Championship, Berkeley      |           | Dur (ext.)   | Tony Trabert  | 4-6, 6-3, 6-4, 7-5       |          |
| 13 | 1957       | Pacific Coast Championship, Berkeley      |           | Dur (ext.)   | Sven Davidson | 7-5, 0-6, 6-1, 6-4       |          |

### Titres en double messieurs
| No | Date       | Nom et lieu du tournoi                 | Catégorie | Surface      | Partenaire   | Finalistes                        | Score                     |          |
| -- | ---------- | -------------------------------------- | --------- | ------------ | ------------ | --------------------------------- | ------------------------- | -------- |
| 1  | 29-08-1952 | US National Championships Forest Hills | G. Chelem | Gazon (ext.) | Mervyn Rose  | Ken McGregor Frank Sedgman        | 3-6, 10-8, 10-8, 6-8, 8-6 | Parcours |
| 2  | 1953       | Pacific Coast Championship Berkeley    |           | Dur (ext.)   | Tony Trabert | Enrique Morea Hugh Stewart        | 6-4, 6-2, 6-4             |          |
| 3  | 1954       | Trofeo Conde de Godo Barcelone         |           | Terre (ext.) | Tony Trabert | Jack Arkinstall Malcolm Fox       | 6-3, 6-4, 6-2             |          |
| 4  | 17-05-1954 | Internationaux de France Paris         | G. Chelem | Terre (ext.) | Tony Trabert | Lew Hoad Ken Rosewall             | 6-4, 6-2, 6-1             | Parcours |
| 5  | 28-08-1954 | US National Championships Forest Hills | G. Chelem | Gazon (ext.) | Tony Trabert | Lew Hoad Ken Rosewall             | 3-6, 6-4, 8-6, 6-3        | Parcours |
| 6  | 1955       | Pacific Coast Championship Berkeley    |           | Dur (ext.)   | Tony Trabert | Enrique Morea Roger Becker        | 6-3, 6-4                  |          |
| 7  | 21-01-1955 | Australian Championships Adélaïde      | G. Chelem | Gazon (ext.) | Tony Trabert | Lew Hoad Ken Rosewall             | 6-3, 6-2, 2-6, 3-6, 6-1   | Parcours |
| 8  | 23-05-1955 | Internationaux de France Paris         | G. Chelem | Terre (ext.) | Tony Trabert | Nicola Pietrangeli Orlando Sirola | 6-1, 4-6, 6-2, 6-4        | Parcours |

### Finales en double messieurs
| No | Date       | Nom et lieu du tournoi                 | Catégorie | Surface      | Vainqueurs                    | Partenaire          | Score                   |          |
| -- | ---------- | -------------------------------------- | --------- | ------------ | ----------------------------- | ------------------- | ----------------------- | -------- |
| 1  | 23-06-1952 | The Championships Wimbledon            | G. Chelem | Gazon (ext.) | Ken McGregor Frank Sedgman    | Eric Sturgess       | 6-3, 7-5, 6-4           | Parcours |
| 2  | 1954       | Internationaux d'Italie Rome           |           | Terre (ext.) | Jaroslav Drobný Enrique Morea | Tony Trabert        | 6-4, 0-6, 3-6, 6-3, 6-4 |          |
| 3  | 21-06-1954 | The Championships Wimbledon            | G. Chelem | Gazon (ext.) | Rex Hartwig Mervyn Rose       | Tony Trabert        | 6-4, 6-4, 3-6, 6-4      | Parcours |
| 4  | 01-09-1956 | US National Championships Forest Hills | G. Chelem | Gazon (ext.) | Lew Hoad Ken Rosewall         | Hamilton Richardson | 6-2, 6-2, 3-6, 6-4      | Parcours |

### Titres en double mixte
|    | Date | Nom et lieu du tournoi                  | Cat. | Surf.        | Partenaire       | Finalistes                           | Score               |
| -- | ---- | --------------------------------------- | ---- | ------------ | ---------------- | ------------------------------------ | ------------------- |
| 1  | 1953 | Internationaux d'Italie, Rome           |      | Terre battue | Doris Hart       | Maureen Connolly Mervyn Rose         | 6-4, 6-4            |
| 2  | 1953 | Internationaux de France, Paris         |      | Terre battue | Doris Hart       | Maureen Connolly Mervyn Rose         | 4-6, 6-4, 6-0       |
| 3  | 1953 | Wimbledon Championship, Londres         |      | Gazon        | Doris Hart       | Shirley Fry Enrique Morea            | 9-7, 7-5            |
| 4  | 1953 | USA National Championship, Forest Hills |      | Gazon        | Doris Hart       | Julia Sampson Rex Hartwig            | 6-2, 4-6, 6-4       |
| 5  | 1954 | Internationaux d'Italie, Rome           |      | Terre battue | Maureen Connolly | B. M. Kimbrell Tony Trabert          | 3-6, 11-9, 3-3, ab. |
| 6  | 1954 | Wimbledon Championship, Londres         |      | Gazon        | Doris Hart       | Margaret Osborne duPont Ken Rosewall | 5-7, 6-4, 6-3       |
| 7  | 1954 | USA National Championship, Forest Hills |      | Gazon        | Doris Hart       | Margaret Osborne duPont Ken Rosewall | 4-6, 6-1, 6-1       |
| 8  | 1955 | Wimbledon Championship, Londres         |      | Gazon        | Doris Hart       | Louise Brough Enrique Morea          | 8-6, 2-6, 6-3       |
| 9  | 1955 | USA National Championship, Forest Hills |      | Gazon        | Doris Hart       | Shirley Fry Lew Hoad                 | 9-7, 6-1            |
| 10 | 1956 | Wimbledon Championship, Londres         |      | Gazon        | Shirley Fry      | Althea Gibson Gardnar Mulloy         | 8-6, 2-6, 6-3       |

## Parcours dans les tournois duGrand Chelem

### En simple (partiel)
| Année | Open d'Australie | Open d'Australie | Internationaux de France | Internationaux de France | Wimbledon       | Wimbledon       | US Open         | US Open             |
| ----- | ---------------- | ---------------- | ------------------------ | ------------------------ | --------------- | --------------- | --------------- | ------------------- |
| 1948  | —                | —                | —                        | —                        | —               | —               | 1/8 de finale   | Jaroslav Drobný     |
| 1949  | —                | —                | —                        | —                        | —               | —               | 1er tour (1/64) | James Brink         |
| 1950  | —                | —                | 1/4 de finale            | Jaroslav Drobný          | 1/2 finale      | Budge Patty     | 1/8 de finale   | Bill Talbert        |
| 1951  | —                | —                | —                        | —                        | —               | —               | Finale          | Frank Sedgman       |
| 1952  | —                | —                | —                        | —                        | 1/4 de finale   | Herbert Flam    | 1/8 de finale   | Ken Rosewall        |
| 1953  | 1/2 finale       | Ken Rosewall     | Finale                   | Ken Rosewall             | Victoire        | Kurt Nielsen    | Finale          | Tony Trabert        |
| 1954  | 1/4 de finale    | Mervyn Rose      | 1/4 de finale            | Art Larsen               | 1/4 de finale   | Budge Patty     | Victoire        | Rex Hartwig         |
| 1955  | 1/4 de finale    | Lew Hoad         | 1/4 de finale            | Giuseppe Merlo           | 2e tour (1/32)  | Gilbert Shea    | 1/2 finale      | Ken Rosewall        |
| 1956  | —                | —                | —                        | —                        | 1/2 finale      | Ken Rosewall    | 1/2 finale      | Ken Rosewall        |
| 1957  | —                | —                | —                        | —                        | 1/4 de finale   | Sven Davidson   | 1/4 de finale   | Herbert Flam        |
| 1958  | —                | —                | —                        | —                        | —               | —               | 1/4 de finale   | Ashley Cooper       |
| 1959  | —                | —                | —                        | —                        | —               | —               | 1/8 de finale   | Tut Bartzen         |
| 1960  | —                | —                | —                        | —                        | —               | —               | 1/8 de finale   | Chuck McKinley      |
| 1961  | —                | —                | —                        | —                        | —               | —               | 3e tour (1/16)  | Jon Douglas         |
| 1962  | —                | —                | —                        | —                        | —               | —               | 1/8 de finale   | Hamilton Richardson |
| 1967  | —                | —                | —                        | —                        | 2e tour (1/32)  | Giordano Maioli | 2e tour (1/32)  | Ronald Barnes       |
| 1968  | —                | —                | —                        | —                        | —               | —               | 2e tour (1/32)  | Chuck McKinley      |
| 1969  | —                | —                | —                        | —                        | 1er tour (1/64) | Roger Taylor    | 1er tour (1/64) | Ray Keldie          |

N.B. : à droite du résultat se trouve le nom de l'ultime adversaire.